# Бурлака (п'єса)
«Бурлака» — соціально-побутова драма, одна з перших п'єс українського письменника Івана Карпенка-Карого, його перший драматичний за жанровою стилистикою драматургічний твір.
П'єса «Бурлака» на п'ять дій була написана у 1883 році у Єлисаветграді. Ця п'єса є прикладом реформованої новітньої суспільної драми (драми, в якій є поглиблення соціальності й психологізму).
Не пориваючи а національною театральною традицією (бо ж у центрі зображення так само залишається народне життя й народні типи), він усе ж таки виводить українську драматургію з кола хатніх, особистих проблем, головну увагу зосереджуючи на громадських питаннях і настроях, на економічному розвитку народного життя. У книзі літературознавця Івана Пільгука про творчість та біографію автора зазначено з цього приводу «Прагнув до простоти в драматургії й сценічній грі. Розумів, що нема нічого складнішого, як відтворити художньо-змістовну простоту, що сенсація, авантюра, вульгарна традиційність підмінюють справжню художність, звужують поняття типовості» Все це він спробував при створенні «Бурлаки».

## Історія створення та аналітика твору
Іван Карпенко-Карий створював свою першу драму протягом тривалого часу. Завершувати «Бурлаку» (і презентувати у тому вигляді, як ми бачимо п'єсу зараз), драматургові довелось вже у Новочеркаську, куди його було вислано у травні 1884 року за участь у діяльності гуртка та за допомогу політичним «злочинцям». В цьому творі вже можна прослідкувати художні шукання автора, що будуть притаманні йому протягом всього творчого життя. Наприклад певний стильовий синкретизм.
Перша назва твору — «Чабан». Під цим заголовком опублікована в львівському журналі «Зоря» (1895, № 18 — 22). Нова редакція драми під назвою «Бурлака» була надрукована в першому томі «Драм і комедій» (Одеса, 1897). 1887 року Карпенко-Карий текст драми під заголовком «В пору приїхали» надіслав до цензури, намагаючись самою назвою дещо замаскувати соціально-критичне спрямування твору.
Довгий час ця п'єса заборонялась до вистави. Бо гостру викривальну спрямованість твору бачили як театральна спільнота, так і царська цензура. Це призвело до того, що у висновку цензурного комітету по «Бурлаці» було зазначено, що драма «не лише неможлива до постановки на сцені, а й підлягає забороні до друку…» Лише 1897 р. драму «Бурлака» дозволено до друку і зовсім випадково до постановки на сцені.
Звернувшимсь до психології селянина, її змін у складну пореформену добу драматург зосередив свою увагу на тому, як саме характери й конкретні людські стосунки формуються та визначаються соціальними та економічними чинниками і як при тому сильна, непересічна, яскрава особистість може зруйнувати усталений хід подій, піднятися над гнитючою її буденністю. Як ця особистість може виявити й утвердити інші, вищі моральні та етичні цінності. Драматург, через протистояння між героями п'єси, викриває беззаконня і свавілля, які панували в українському селі в пореформений період, висвітлює безправ'я сільського люду та досліджує причини морального виродження і підлості людини під впливом спокуси, гордині та грошей.
Композиція драми «Бурлака» відзначається простотою, свідомо розрахованою нна народного глядача, і очевидно, на самодіяльний театр. Значну частину подій автор виносить за межі п'єси, лише згадуючи про них в репліках героїв, і цим досягає стислості, необхідної для драматичного твору. Історія Олекси та Галі, що становить початок зав'язки драми, з кінця І дії зникає і більше не цікавить драматурга. Образ Олекси потрібен для вмонтування причини повернення бурлаки в село, а образ Галі — для того, щоб показати те, що старшина «дуже ласий на баб'ячий рід», як характеризує його писар.
Образ Опанаса Зінченко Іван Франко характеризує як «образ могутнього народного борця, що твердо, з наражанням своєї особи на небезпеку стоїть за правду проти визиску і кривди з боку всякої старшини», як «чоловіка з незламною енергією та сильною вдачею, що сам один супроти цього валу стає до боротьби за правду».
В образі волосного старшини Михайла Михайловича драматург показав типового сільського глитая, який прагне до необмеженого панування на селі. Н. І. Падалка у навчальному посібнику про вивчення творчості І. Карпенко-Карого в школі доповнює «За ним тягнуть руку „котрі багатченькі“, вони потурають зловживанням старшини, бо й самі незаконно привласнюють земельні наділи сільської бідноти. Біднота ремствує, виявляючи свою ненависть до багатіїв. І хоч на активний виступ вона поки що не наважується, проте повністю підтримує Опанаса Зінченка — сміливого протестанта і борця проти соціальної несправедливості»
Драматург показує і успіхи і невдачи бурлаки в його боротьбі. Бурлака зазнає поразки тому, що він один вступає в чесну і відкриту боротьбу проти організованого і підлого супротивника, який уникає такої боротьби, а діє при допомозі підкупів, шахрайств та інших засобів. Не дивлячись на деякі риси ідеалізації бурлаки, все ж він змальований не як романтичний герой-індивідуаліст, що ставить себе над масою, а як бунтар-одинак, що вірить у велику силу громади, весь час лине до громади, але не знаходить повної остаточної підтримки і зазнає невдач. Бурлака впевнений, що громада — велика сила, але вона темна і неорганізована, а тому не бачить виходу зі свого становища. І він намагається вказати такий вихід. Спочатку радить зробити ревізію волості, на що громада мала законне право. Але залякані старшиною та його прибічниками, підмогоричені шинкарем Гершком, бідні селяни не пішли за бурлакою.
Драматург показав, що причиною, яка роз'єднувала громаду, була жадоба до наживи, тенденція до збагачення, яка надзвичайно швидко розвинулась у пореформеному селі. Виразним носієм цієї тенденції в драмі є образ Михайла Михайловича. Нахапавши кілька тисяч від спекуляції, він починає відчувати свою силу, стає самовпевненим, проймається вірою в те, що тепер йому «Все можна».
Крім Михайла Михайловича серед негативних персонажів драми особливо виділяється постать волосного писаря Омеляна Григоровича. Хоч він і належить до другорядних персонажів, але змальований настільки вдало, як образ хабарника-«пиявки», що має поряд з традиційними для образу дяка-п'янички рисами ледарства і надмірної любові «горло промочити» і нові риси. Домінуючою його рисою є хабарництво і зловживання своїм становищем «монополіста» освти в тогочасному селі. Слід відзначити, що пияцтво Карпенко -Карий в «Бурлаці» через героїв писаря та інших не як невід'ємний атрибут українського національного характеру (як це робилось в творах багатьох тогочасних авторів), а як істотну рису волостного і вищого начальства.

## Сюжет
Розвиток дії визначає соціальний конфлікт: боротьба захистника інтересів сільської бідноти — бурлака Опанаса Зінченка проти сільського багатія Михайла Михайловича.
У ході дії швидко з'ясовується, що сільському старості здатен протистояти не молодий парубок Олексій, а людина більш загартована життям, з сильною волею. Саме бурлака Опанас Зінченко стає на захист заляканої громади, виступаючи проти зграї сільських верховодів. Автор наділяє цю постать виразними рисами новоромантичного героя. З його появою акценти в творі міняються — слабшає інтерес до конфлікту вужчого, особистого чи любовного, і зростає до ширшого — соціального плану.

## Дійові особи
Михайло Михайлович — волосний старшина
Омелян Григорович — писар
Сидір — збірщик, прибічник старшини
Петро, Семен, Дід, Микола, Павло — односельчани
1-й, 2-й, 3-й, 4-й — чоловіки
Опанас — бурлака
Олекса — молодий парубок, його племінник
Галя — Олексина молода
Олена — сестра Олекси
Пріська — жінка Петрова
Гершко — єврей
Поштар
Громадяни, десятники, парубки і дівчата

## Постановки
За свідченням П. К. Саксаганського, «Бурлака» вперше «з великим успіхом» пройшов у Кременчуці 15 червня 1897 р. Іван Пільгук в своїй праці про Карпенко-Карого згадує, що у 1899 році драматург вже й сам як актор виступає в постановці «Бурлаки». Зокрема згадується приклад успіху в Катеринославі, де зібрані за цей спектакль кошти було віддано на користь потерпілим від посухи сільським біднякам.
«Є це, — писав він, — вельми живий і драматичний малюнок безправ'я, яке царює в Росії від гори до низу; малюючи той найнижчий низ, автор прорубує добре вікно, крізь яке можна бачити й вищі щаблі того безправ'я… На тім темнім тлі малює нам автор могучу, світлу фігуру Бурлаки, чоловіка з незламною енергією та сильною вдачею, що сам один супроти цього валу стає до боротьби за правду. Ця штука, відіграна добрими артистами, повинна би зробити на сцені величезне враження; вона найбільше політична з усіх п'єс Карпенкових» ["Житє і слово", 1897, № 1, стор. 95].
в Харкові на театральну сцену «Бурлаку» вивів режисер Олександр Ковшун.